# محاکات
محاکات (به انگلیسی: Mimesis) اصطلاحی در نقد ادبی و فلسفه است که شامل تقلید دیونوسیوسی، تقلید، شباهت غیر حسی، پذیرایی عاملی، بازنمایی، وانمایی، کنش بیان، کنش شباهت، عرضه خویش می‌شود. در نظریات ادبی یونانی، محاکات تقلیدی است از سیر وقایع روایت که اجرا می‌شود. بر اساس گفتهٔ افلاطون، محاکات یکی از دو شیوهٔ عمدهٔ بیان روایت است. شیوهٔ دیگر بیان روایت همان نقل یا بازنمایی سیر وقایع به شیوهٔ گفتن است. بر اساس این تعریف، نمایش‌ها نمونهٔ محاکات و اشعار حماسی نمونهٔ نقل به‌شمار می‌روند. ارسطو (شاگرد افلاطون) اصطلاح «مُحاکات» («میمسیس») را صرفاً برای تقلید یک عمل به کار می‌برد و هر دو حالت بازنمایی روایی را جزئی از آن می‌دانست.
محاکات، در لغت به معنای با هم حکایت کردن، حکایت کردن قول یا فعل کسی بی‌زیادت و نقصان، بازگو کردن، عین گفته کسی را نقل کردن و مشابه کسی یا چیزی شدن می‌باشد.